# Aloft Hotels
Aloft Hotels – amerykańska sieć hotelowa należąca do grupy Marriott International. Założona w 2005 r. Do sieci należy 212 hoteli z łącznie 31 165 pokojami (31 grudnia 2021). Pierwszy hotel otworzono w 2008 r. w Kanadzie, w Montrealu, przy lotnisku Montreal-Pierre Elliott Trudeau. Większość hoteli zlokalizowana jest w centrach miast bądź w pobliżu lotnisk.

## Historia
Sieć Aloft Hotels została założona w 2005 r. przez Amala Abdullaha. Sieć współpracowała ze Starwood Hotels and Resorts Worldwide oraz firmą architektoniczną Rockwell Group i jej założycielem Davidem Rockwellem, aby opracować projekt. Aby wzbudzić zainteresowanie marką przed jej otwarciem w 2008 roku, Starwood uruchomił wirtualną wycieczkę po hotelach za pomocą platformy Second Life, która umożliwia odwiedzającym poruszanie się po typowym hotelu Aloft i szczegółowe poznanie jego aspektów. Firma Starwood monitorowała statystyki z witryny, oceniała odbiór publiczny na podstawie opinii odwiedzających i uwzględniała te informacje przy projektowaniu przyszłych hoteli Aloft.

## Hotele
Do sieci należą 232 hotele na całym świecie, w tym dwanaście hoteli w Europie. W Polsce hotele Aloft nie występują (20 luty 2023).

### Ameryka Południowa
- Kolumbia

- Aloft Bogota Airport

- Paragwaj

- Aloft Asuncion

- Peru

- Aloft Lima Miraflores

- Urugwaj

- Aloft Montevideo Hotel

### Ameryka Północna
- Kanada

| • Aloft Calgary University | • Aloft Montreal Airport | • Aloft Vaughan Mills |

- Stany Zjednoczone

- Alabama

- Aloft Birmingham Soho Square

- Alaska

- Aloft Anchorage

- Arizona

| • Aloft Glendale at Westgate | • Aloft Tempe             |
| • Aloft Phoenix-Airport      | • Aloft Tucson University |
| • Aloft Scottsdale           |                           |

- Arkansas

| • Aloft Little Rock West | • Aloft Rogers–Bentonville |

- Floryda

| • Aloft Coral Gables                | • Aloft Jacksonville Tapestry Park | • Aloft Miami Dadeland   | • Aloft Orlando International Drive | • Aloft Tallahassee Downtown |
| • Aloft Delray Beach                | • Aloft Miami Airport              | • Aloft Miami Doral      | • Aloft Orlando Lake Buena Vista    | • Aloft Tampa Downtown       |
| • Aloft Gainesville University Area | • Aloft Miami Aventura             | • Aloft Orlando Downtown | • Aloft Sarasota                    | • Aloft Tampa Midtown        |
| • Aloft Jacksonville Airport        | • Aloft Miami – Brickell           |                          |                                     |                              |

- Georgia

| • Aloft Alpharetta                     | • Aloft Atlanta Downtown         | • Aloft Lawrenceville Sugarloaf | • Aloft Savannah Downtown Historic District |
| • Aloft Atlanta at The Battery Atlanta | • Aloft Atlanta Perimeter Center | • Aloft Savannah Airport        |                                             |

- Illinois

| • Aloft Bolingbrook                  | • Aloft Chicago Mag Mile | • Aloft Chicago Schaumburg |
| • Aloft Chicago Downtown River North | • Aloft Chicago O'Hare   |                            |

- Indiana

| • Aloft Indianapolis Downtown | • Aloft South Bend |

- Kalifornia

| • Aloft Cupertino         | • Aloft El Segundo – Los Angeles Airport | • Aloft Ontario–Rancho Cucamonga | • Aloft San Francisco Airport | • Aloft Silicon Valley |
| • Aloft Dublin–Pleasanton | • Aloft Mountain View                    | • Aloft San Jose Cupertino       | • Aloft Santa Clara           | • Aloft Sunnyvale      |

- Kansas

| • Aloft Leawood–Overland Park | • Aloft Wichita |

- Karolina Południowa

| • Aloft Charleston Airport & Convention Center | • Aloft Columbia Harbison | • Aloft Greenville Downtown |
| • Aloft Columbia Downtowm                      | • Aloft Florence          |                             |

- Karolina Północna

| • Aloft Asheville Downtown | • Aloft Charlotte Airport    | • Aloft Charlotte City Center | • Aloft Mooresville | • Aloft Raleigh–Durham Airport Brier Creek |
| • Aloft Chapel Hill        | • Aloft Charlotte Ballantyne | • Aloft Durham Downtown       | • Aloft Raleigh     | • Aloft Wilmington at Coastline Center     |

- Kentucky

| • Aloft Louisville Downtown | • Aloft Louisville East | • Aloft Newport on the Levee |

- Kolorado

| • Aloft Broomfield Denver | • Aloft Denver Airport at Gateway Park | • Aloft Denver Downtown | • Aloft Denver North Westminster |

- Luizjana

- Aloft New Orleans Downtown

- Maine

- Aloft Portland, ME

- Maryland

| • Aloft Arundel Mills BWI Airport | • Aloft BWI Baltimore Washington International Airport | • Aloft Ocean City |

- Massachusetts

| • Aloft Boston Seaport District | • Aloft Framingham | • Aloft Lexington |

- Michigan

- Aloft Detroit at The David Whitney

- Minnesota

- Aloft Minneapolis

- Missouri

| • Aloft Kansas City Country Club Plaza | • Aloft North Kansas City | • Aloft St. Louis Cortex |

- Nebraska

| • Aloft Omaha Aksarben Village | • Aloft Omaha West |

- Nevada

| • Aloft Henderson | • Aloft Reno–Tahoe International Airport |

- New Jersey

| • Aloft Mount Laurel | • Aloft Secaucus Meadowlands |

- Nowy Jork

| • Aloft Buffalo Airport  | • Aloft Harlem         | • Aloft Long Island City–Manhattan View         | • Aloft New York Brooklyn | • Aloft New York LaGuardia Airport |
| • Aloft Buffalo Downtown | • Aloft Jamaica Queens | • Aloft Manhattan Downtown – Financial District | • Aloft New York Chelsea  | • Aloft Syracuse Inner Harbor      |

- Ohio

| • Aloft Cincinnati West Chester | • Aloft Cleveland Beachwood | • Aloft Columbus Easton              | • Aloft Columbus Westerville |
| • Aloft Cleveland Airport       | • Aloft Cleveland Downtown  | • Aloft Columbus University District |                              |

- Oklahoma

| • Aloft Oklahoma City Downtown – Bricktown | • Aloft Tulsa          |
| • Aloft Oklahoma City Quail Springs        | • Aloft Tulsa Downtown |

- Oregon

| • Aloft Hillsboro–Beaverton | • Aloft Portland Airport at Cascade Station |

- Pensylwania

| • Aloft Philadelphia Airport | • Aloft Philadelphia Downtown |

- Rhode Island

- Aloft Providence Downtown

- Teksas

| • Aloft Austin Airport       | • Aloft Austin Southwest                        | • Aloft Dallas DFW Airport Grapevine | • Aloft El Paso Downtown        | • Aloft Houston Downtown | • Aloft Richardson                |
| • Aloft Austin at The Domain | • Aloft College Station                         | • Aloft Dallas Downtown              | • Aloft Fort Worth Downtown     | • Aloft Houston Katy     | • Aloft San Antonio Aiport        |
| • Aloft Austin Downtown      | • Aloft Corpus Christi                          | • Aloft Dallas Euless                | • Aloft Fort Worth Trophy Club  | • Aloft Las Colinas      | • Aloft San Antonio UTSA Area     |
| • Aloft Austin Northwest     | • Aloft Dallas Arlington Entertainment District | • Aloft Dallas Love Field            | • Aloft Frisco                  | • Aloft Lubbock          | • Aloft Shenandoah Woodlands Area |
| • Aloft Austin Round Rock    | • Aloft Dallas Arlington South                  | • Aloft DFW Airport North            | • Aloft Houston by the Galleria | • Aloft Plano            | • Aloft Waco Baylor               |
| • Aloft Austin South         |                                                 |                                      |                                 |                          |                                   |

- Tennessee

| • Aloft Chattanooga Hamilton Place | • Aloft Nashville Airport  | • Aloft Nashville West End |
| • Aloft Knoxville West             | • Aloft Nashville Franklin |                            |

- Waszyngton

| • Aloft Seattle Redmond | • Aloft Seattle Sea–Tac Airport |

- Wirginia

| • Aloft Chesapeake | • Aloft Dulles Airport North | • Aloft Richmond West Short Pump |

- Wisconsin

| • Aloft Green Bay | • Aloft Milwaukee Downtown |

### Ameryka Środkowa & Karaiby
- Kostaryka

- Aloft San Jose Hotel, Costa Rica

- Meksyk

| • Aloft Cancun | • Aloft Guadalajara Sur  | • Aloft Queretaro |
| • Aloft Celaya | • Aloft Playa del Carmen | • Aloft Tulum     |

- Panama

- Aloft Panama

- Portoryko

| • Aloft Ponce | • Aloft San Juan |

### Australia & Oceania
- Australia

- Aloft Perth

### Azja
- Chiny

| • Aloft Beijing, Haidian      | • Aloft Dongguan Songshan Lake    | • Aloft Nanhai, Foshan            | • Aloft Yancheng                         |
| • Aloft Chengdu Shixiang Lake | • Aloft Guangzhou Tianhe          | • Aloft Shanghai Zhangjiang Haike | • Aloft Zhengzhou Shangjie               |
| • Aloft Dalian                | • Aloft Guangzhou University Park | • Aloft Taipei Beitou             | • Aloft Zhengzhou Zhengdong New District |
| • Aloft Dongguan Dynamic Town | • Aloft Haiyang                   | • Aloft Taipei Zhongshan          |                                          |

- Indie

| • Aloft Bengaluru Outer Ring Road | • Aloft Bengaluru Whitefield | • Aloft New Delhi Aerocity |

- Indonezja

| • Aloft Bali Kuta at Beachwalk | • Aloft Jakarta Wahid Hasyim | _ | • Aloft Bali Seminyak | • Aloft South Jakarta |

- Japonia

| • Aloft Osaka Dojima | • Aloft Tokyo Ginza |

- Korea Południowa

| • Aloft Seoul Gangnam | • Aloft Seoul Myeongdong |

- Malezja

| • Aloft Kuala Lumpur Sentral | • Aloft Langkawi Pantai Tengah |

- Nepal

- Aloft Kathmandu Thamel

- Tajlandia

- Aloft Bangkok Sukhumvit 11

### Bliski Wschód
- Arabia Saudyjska

| • Aloft Dhahran | • Aloft Riyadh |

- Oman

- Aloft Muscat

- Zjednoczone Emiraty Arabskie

| • Aloft Abu Dhabi                             | • Aloft Al Mina, Dubai | • Aloft Dubai Creek | • Aloft Me'aisam, Dubai |
| • Aloft Al Ain Aloft City Centre Deira, Dubai | • Aloft Dubai Airport  | • Aloft Dubai South | • Aloft Palm Jumeirah   |

### Europa
- Belgia: Bruksela Aloft Brussels Schuman
- Francja: Strasburg Aloft Strasbourg Etoile
- Hiszpania: Madryt Aloft Madrid Gran Via
- Irlandia: Dublin Aloft Dublin City; Aloft Dublin-Pleasanton
- Niemcy:

- Monachium Aloft Munich
- Stuttgart Aloft Stuttgart

- Turcja: Bursa Aloft Bursa Hotel
- Wielka Brytania:

- Aberdeen Aloft Aberdeen TECA
- Birmingham Aloft Birmingham Eastside
- Liverpool Aloft Liverpool
- Londyn Aloft London Excel